# 切稜立方体

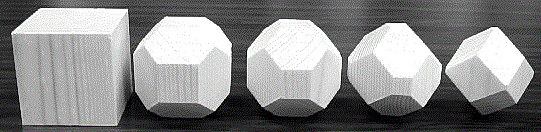
切稜立方体から菱形十二面体への段階的変化--左から、立方体、内接球を持つ切稜立方体、等稜切稜立方体、外接球を持つ切稜立方体、菱形十二面体

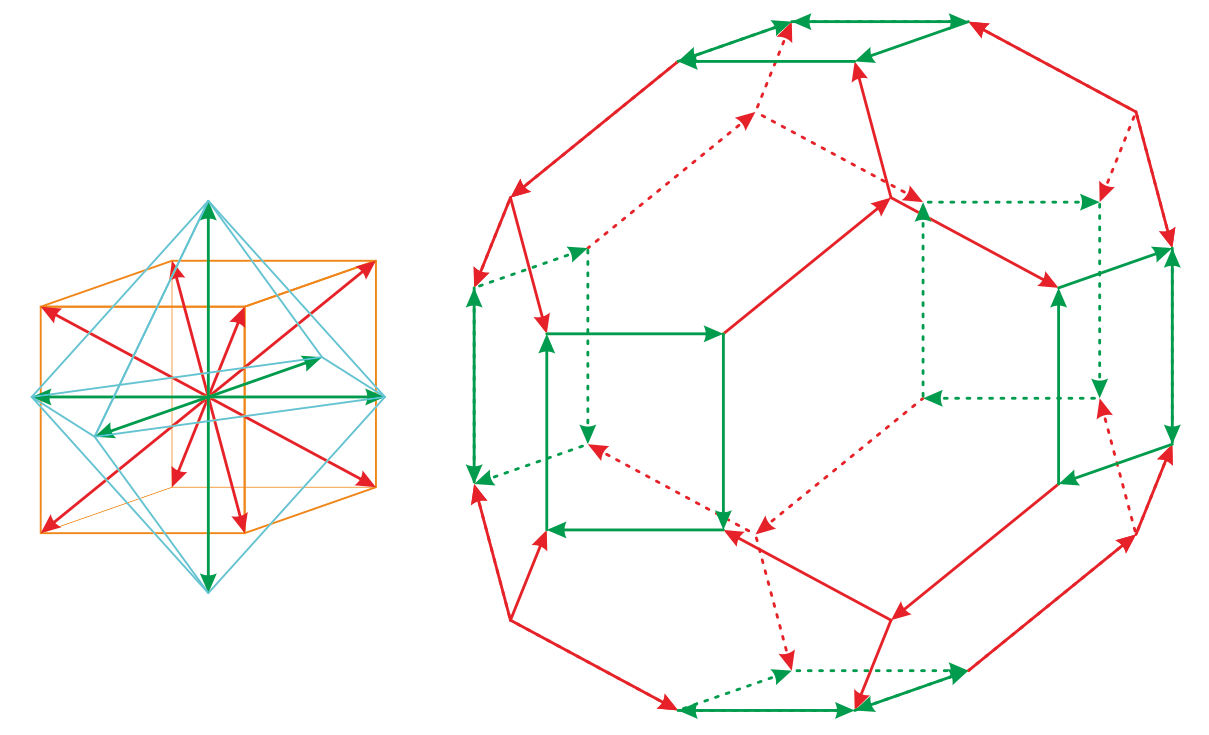
立方体・正八面体複合7軸による等稜切稜立方体

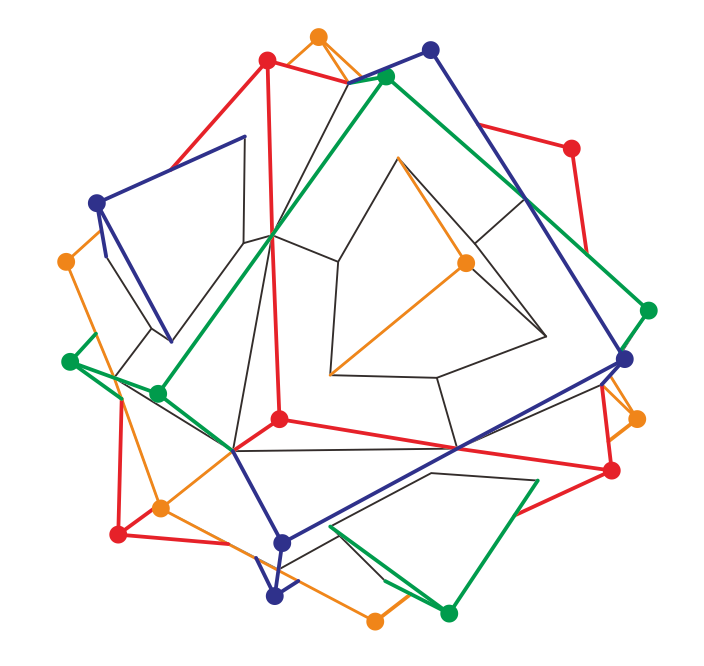
4つの立方体の複合体の頂点からなる外接球を持つ切稜立方体

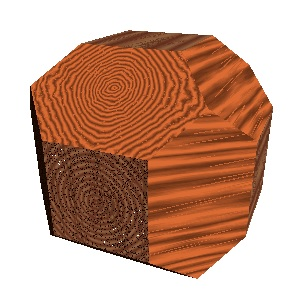
内接球を持つ切稜立方体

切稜立方体（せつりょうりっぽうたい、chamfered cube）とは、立方体の辺（稜）に平行な平面によって辺（稜）を含む三角柱部分を切り離す操作（切稜）を、12本の辺（稜）に対して一様に行うことによって得られる凸多面体である。切り離される三角柱の底面が二等辺三角形である場合、いいかえれば切稜角が45度の場合には、最大の切稜深度すなわち立方体の辺（稜）の中点を含む平面で切稜することによって得られる多面体は菱形十二面体とよばれている。したがってそれよりも浅い切稜によって得られる多面体は、菱形12面体の4価の頂点6箇所を切頂した切頂菱形12面体（tetratruncated rhombic dodecahedron）ともよばれる18面体となる。
これはゾーン多面体の一種でもある。渡辺泰成と別宮利昭は、同一球面に内接する立方体と正八面体の頂点と重心を結ぶベクトルによって、等稜切稜立方体を構成し、それが7次元の立方体の三次元投影図形の外殻であることを示した。

正八面体のすべての頂点が立方体の辺上に載るように立方体を外接させると４つの立方体の複合多面体ができるが、その凸の３２頂点は外接球を持つ切稜立方体を構成する。

構成面：正方形6枚、平行六角形12枚（内角は109.47度と125.26度）
辺（稜）：48
頂点：32。うち、24は(4,6,6)、8は(6,6,6)
回転対称性：4回回転対称軸3本、3回回転対称軸4本、2回回転対称軸6本
双対多面体：四方立方八面体

## 切稜立方体の計量
切稜する前の立方体の一辺の長さを２、切稜後の正方形面の一辺の長さをd とすると、
| ｄ                                         |                        |
| ------------------------------------------ | ---------------------- |
| 2                                          | 立方体                 |
| {\displaystyle 2({\sqrt {2}}-1)}           | 内接球を持つ切稜立方体 |
| {\displaystyle 2(4{\sqrt {3}}-3) \over 13} | 等稜切稜立方体         |
| 0.4                                        | 外接球を持つ切稜立方体 |
| 0                                          | 菱形十二面体           |

切稜立方体の中心から六角形面の中心までの距離H={\displaystyle {\sqrt {2}}(d+2) \over 4}
体積V={\displaystyle -3d^{3}\, \over 4}+{\displaystyle 3d^{2}\, \over 2}{\displaystyle +3d+2}

## 正多面体の切稜
宮崎興二と石井源久は切稜を、切頂に並んで多面体を変形する操作とし、その操作によって得られる多面体を切稜多面体と呼んでいる。
そこでは、5種類の正多面体をそれぞれ面の中心まで最大限に切稜する過程が図示されている。
|        | 正四面体 | 立方体       | 正八面体     | 正十二面体   | 正二十面体   |
| ------ | -------- | ------------ | ------------ | ------------ | ------------ |
| 小切稜 |          |              |              |              |              |
| 中切稜 |          |              |              |              |              |
| 大切稜 |          |              |              |              |              |
|        | 立方体   | 菱形十二面体 | 菱形十二面体 | 菱形三十面体 | 菱形三十面体 |

## 立方体切稜のバリエーション
立方体の切稜においては、切稜の深度だけではなく、切稜の角度も変化させることができる。特に、切稜角約31.7度で辺（稜）の中点をふくむ平面で立方体を切稜すると正十二面体ができる。
立方体から正十二面体まで切稜角を大きくした時には、空間は、正十二面体と小さな立方体とジョンソン立体91番によって充填される。
さらに切稜角を大きくして45度に達すると、元の立方体は菱形十二面体となると同時に、切稜の隙間を埋める立体も菱形十二面体となる。

## 切稜立方体の結晶工学
日本におけるナノサイズの微細結晶の研究は、1960年代以降名古屋大学の上田良二らによって開始され、鉄・バナジウム・クロム・モリブデンなど体心立方格子(bcc)金属の微粒子が立方体⇔切稜立方体⇔菱形12面体の間のさまざまな多面体形状をとることが明らかにされた。
2017年には、金属有機構造体の一種ZIF-8の切稜立方体形状・大きさを成分濃度と成長温度によって立方体⇔切稜立方体⇔菱形12面体の間で自在に制御する技術が、京都大学大学院工学研究科宮原稔研究室の大﨑修司（現在大阪府立大学大学院）らによって確立された。

## 典型的な鉱物標本

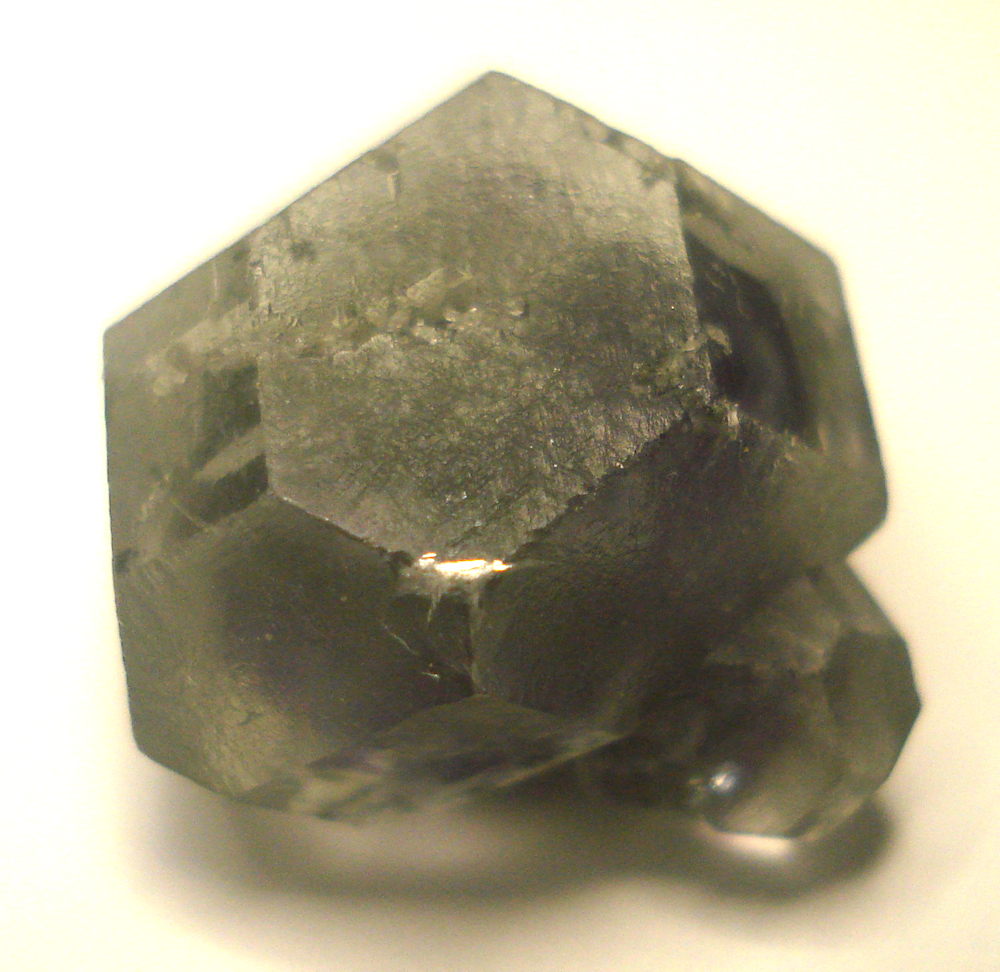
蛍石（切稜立方体結晶）

蛍石(英名Fluorite、化学式CaF2、等軸晶系)。産地：中国福建省。結晶学では、6面体・12面体集形結晶などと呼び、正方形面を{100}面、六角形面を{110}面と表記している。

## 切稜立方体の歴史

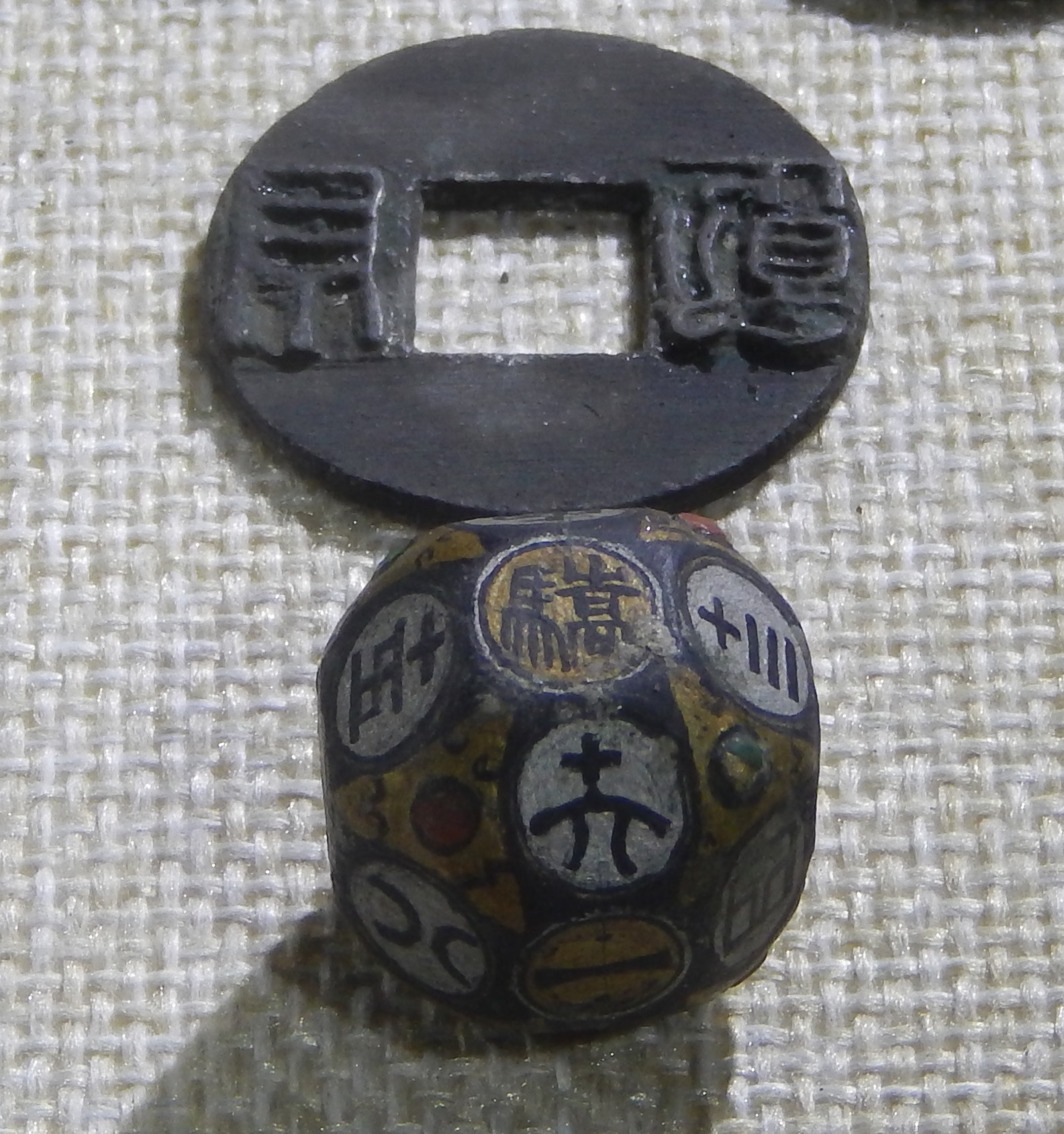
切稜立方体の形をしたさいころ

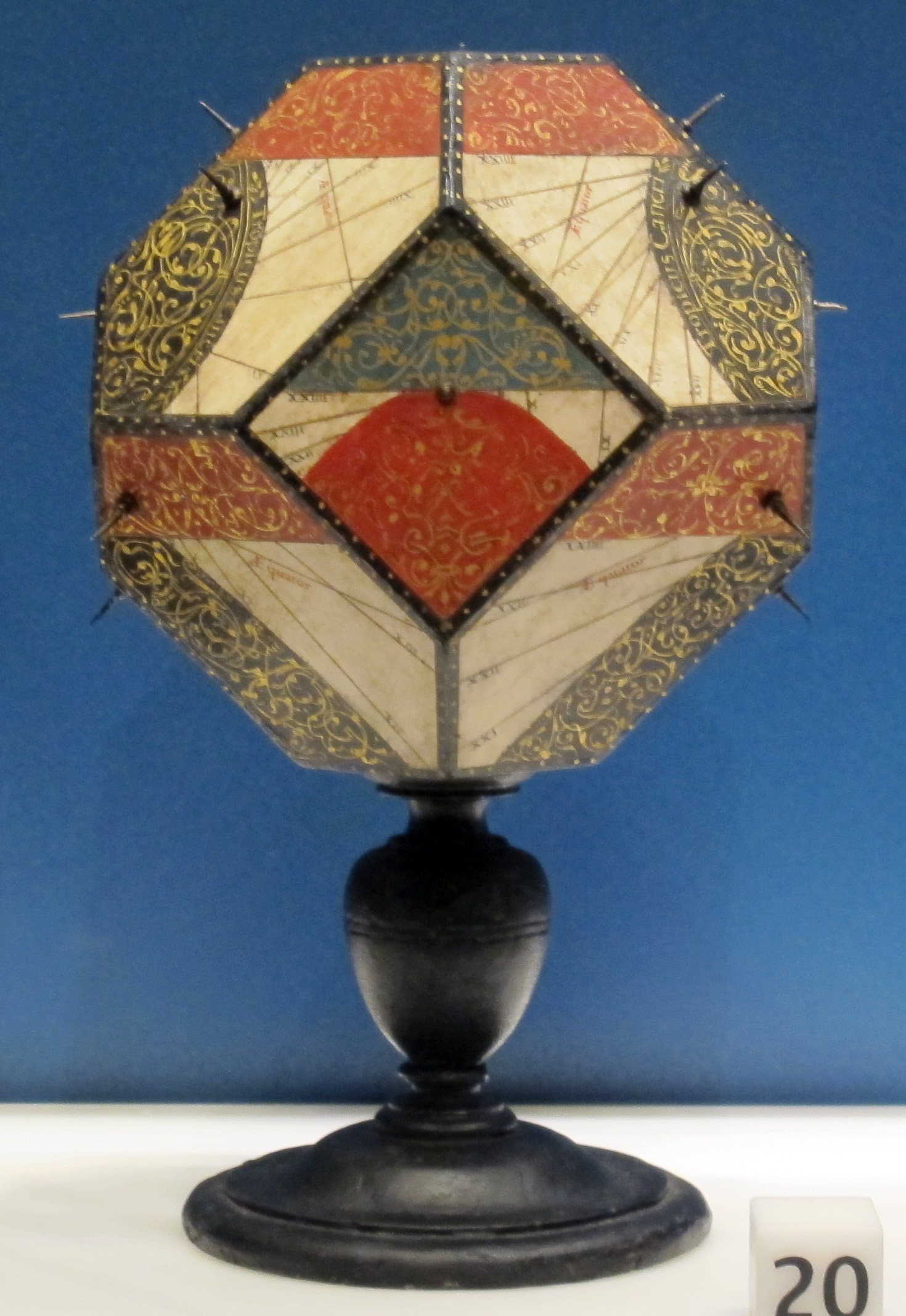
ステファノ・ブオンシニョーリ作　 s切稜立方体型の日時計 フィレンツェ16世紀　木製

紀元前5-6世紀の中国（漢代）において、「六博（りくはく）」と呼ばれた盤上遊戯のさいころとして18面体の木製立体が使われていたことが明らかにされている。これは切稜立方体の六角形が三枚集まる頂点を丸めたものである。
2006年に、山口県の木材加工会社に勤務していた中川宏が偶然に製作した18面体の名称が不明であったことから、「切稜立方体」（英訳Chamfered cube）と呼称することを提唱。当初の18面体は、内接球を持つ切稜立方体であることが、共同研究者の佐藤郁郎によって明らかにされた。
1996年9月、炭素結晶フラーレンの構造に関する論文において、chamfered cubeが十二面体と菱形十二面体とを橋渡しするゾーン多面体として言及された。
2011年1月、Wikipedia 英語版のConway polyhedral notation の項目に、Conway オリジナルの11の多面体変形操作に加えて、chamfer とGeorge W. Hartのpropellor とRefrect の3つの操作が書き込まれた。
ただし、そこには紆余曲折があった。当初は、chamfer はbevel というConway オリジナルの操作と同一視されていた。bevelとは例としては立方体を大菱形立方八面体に変形する操作とされてきたもの。立方体を元の立体として、まずambo という辺の中点を頂点に取り換える操作をほどこして立方八面体とし、そのすべての頂点をtruncate（切頂）したもの(taC=bC)とされてきた。しかし実際はこの操作によって作られる面は正方形ではなく長方形であり、大菱形立方八面体ではない。正しくは切稜（削辺）と切頂の組み合わせによらなければ大菱形立方八面体はできない。ところがtruncate によって作られる面が、立方体を直接chamfer（切稜）することによって作られる面と重なることから混同されてしまったらしい。
ほどなく誤解は解かれて、bevelからchamfer は区別された。2014年8月には、Chamfer(geometry)というタイトルが別に立てられ、立方体に切稜操作を施したものがChamfered cube(cC)と名付けられた。
しかしその内容は、元の立体の頂点をそのままに、面だけを外側に離し、隙間を六角形面で埋めるというものであった。
2017年にはつぎの大きな再編成が試みられて、元の立体のedge を保存するloft とよばれる操作がchamfer に似て非なる操作として新設され、のちにchamfer はloft の特別な場合とみなされるようになって今日に至る。loft とは例えば立方体の各面に四角錐台を貼り付けるような操作で、隣り合う面に貼り付けられた角錐台の2側面が1平面となる場合がchamfer だということのようだ。
いずれにしろ、Wikipedia 英語版は、元の立体から辺に平行な平面によってその一部を切り離すこととはとらえずに、逆に元の立体の面を浮き上がらせる操作として切稜(chamfer)を位置づけようとしてきたといえる。